# Gunnel Källgren
Gunnel Källgren, född 28 mars 1949, död 11 februari 1999 i Stockholm, var en svensk språkvetare och professor i datorlingvistik vid institutionen för lingvistik, Stockholms universitet. Tillsammans med Eva Ejerhed tog hon fram den första versionen av korpusen Stockholm-Umeå Corpus.